# ابن بشكوال
أبو القاسم خلف الأنصاري الخزرجي بن عبد الملك الأندلسي القرطبي قاضي ومؤرخ أندلسي ولد في يوم الإثنين 3 ذو الحجة 494 هـ الموافق 30 سبتمبر 1101 م، وتوفي في ليلة الأربعاء 8 رمضان 578 هـ الموافق 5 يناير 1183 م بقرطبة، عاش في قرطبة وتوفى فيها. له أكثر من خمسين مؤلفاً من أشهرها كتاب الصلة الذي جمع فيه تراجم لأعيان الأندلس مرتباً أسمائهم ترتيباً أبجدياً. من شيوخه أبو الوليد بن رشد وأبو بحر الأسدي وأبو بكر بن العربي.
ذكر ابن الأبار في بعض كتبه مؤلفات أخرى لابن باشكوال مثل أخبار قضاة قرطبة، وكتاب الفوائد المنتخبة والحكايات المستغربة، وهو مختصر لكتاب المنتخب من تاريخ الرؤساء والفقهاء والقضاة بطليطلة لأبي جعفر بن مطاهر، وكتب أخرى كثيرة لا نعرف منها إلا أسماءها.

## مهنته
تولى عقد الشروط ببلده، وتولى القضاء ببعض جهات إشبيلية للقاضي أبي بكر بن العربي، لكن جل عنايته كانت منصرفة لتحصيل العلم وتأليف الرسائل والكتب .

## كتاب الصلة
يمثل الحلقة الثانية من إحدى سلاسل تاريخ الأندلس، وهي (سلسلة ابن الرضي) المتوفى سنة 403هـ صاحب كتاب (تاريخ علماء الأندلس) الذي جعل ابن بشكوال كتابه (الصلة) ذيلاً له، وخلفه ابن الأبار المقتول سنة 658هـ فوضع كتابه (تكملة الصلة) وخلفه المراكشي المتوفى سنة 703هـ فوضع كتابه (الذيل والتكملة على الموصول والصلة). فرغ ابن بشكوال من تأليف الصلة سنة 534هـ قال ابن الأبار: (ألف ابن بشكوال خمسين تأليفاً في أنواع مختلفة، أجلها كتاب الصلة، سلّم له أكفاؤه كفايته فيه، ولم ينازعه أهل صناعته الانفراد به، ولا أنكروا مزية السبق إليه، بل تشوقوا للوقوف عليه، وأنصفوا في الاستفادة منه، وحمله عنه ابن العريف، ويعد في شيوخه) وقد ركز اهتمامه فيه على أصحاب الرحلة في طلب الفقه والحديث من أهل الأندلس، ممن عاشوا فيها، أو رحلوا عنها. واشتمل كتابه على نوادر كثيرة من أخبارهم

### من مؤلفاته
ابن بشكوال ذو تأليف غزير فالكتب التالية اسماؤها هي مما الفه ووصلت اسماؤها الينا وبعضها لا نعرف عنه سوى اسمه وبعضها موجود لكنه غير مطبوع:
1. الصلة في علماء الأندلس.
2. الحكايات المستغربة (عشرين مجلد) لم ينج منها سوى عدد قليل بعدما نهبت من مكتبة غرناطة، ولا يوجد من هذا الكتاب سوى نسخة واحدة فقط موجودة في الفاتيكان.
3. غوامض الأسماء المبهمة (عشرة أجزاء)
4. كتاب معرفة العلماء الأفاضل (واحدٌ وعشرون جزء)
5. طرق حديث المغفر (ثلاثة أجزاء)
6. القربة إلى الله بالصلاة على نبيه (جزء واحد كبير)
7. من روى الموطأ عن مالك (جزئان)
8. اختصار تاريخ أبي بكر القشي (تسعة أجزاء)
9. أخبار سفيان بن عيينة (جزء واحد كبير)
10. أخبار ابن المبارك (جزئان)
11. أخبار الأعمش (ثلاثة أجزاء)
12. أخبار النسائي (جزء)
13. أخبار زيادة بن شبطون (جزء)
14. أخبار المحاسبي (جزء)
15. أخبار أبي القاسم (جزء)
16. أخبار إسماعيل القاضي (جزء)
17. أخبار ابن وهب (جزء)
18. أخبار أبي المطرف عبردالرحمن بن مرزوق القنازعي (جزء)
19. قضاة المغرب (ثلاثة أجزاء)
20. طرق من كذب علي (جزء)
21. معجم الشيوخ
22. المحاسن والفضائل في معرفة العلماء الأفاضل (واحد وعشرين جزءاً)
23. زهاد الأندلس وأئمتها
24. التنبيه والتعيين لمن دخل الأندلس من التابعين
25. قضاة قرطبة (ثلاثة أجزاء)
26. اختصار تاريخ أبي بكر القُبَّشي (تسعة أجزاء)
27. شيوخ الفقيه الحافظ أبي عُمر بن عبد البَرّ النَّمَري
28. تسمية شيوخ الشّارِقي
29. الاختلاف في اسم أبي هريرة رضي الله عنه (جزء)
30. مناقب يزيد بن هارون
31. مناقب عبد الرزاق الصَّنْعان
32. مناقب أبي عُبيد القاسم بن سَلاّم
33. مناقب ابن مَعين
34. أخبار المُحَاسِبي (جزء)
35. أخبار أبي دواد السِّجِسْتان
36. أخبار أبي بكر بن أبي خَيْثمة
37. أخبار أبي عيسى التِّرمذي
38. أخبار إبراهيم الحَرْبي
39. أخبار أبي وَهْب الزاهد (جزء)
40. أخبار أبي المُطَرِّف القَنَازِعي (جزء)
41. المسلسلات (جزء)
42. طُرُق حديث المِغْفَر (ثلاثة أجزاء)
43. كتاب المستغيثين با الله تعالى عند المهمات والحاجات والمُتَضَرِّعين إليه سبحانه بالرغبات والدعوات وما يسّر الله الكريمُ لهم من الإجابات والكرامات
44. الآثار المَرْوِيّة في فضل الأطعمة السَّرِيّة والآلات العِطْرِيّة
45. الذيل على جزء بقِيّ بن مَخْلد في الحَوْض والكَوْثَر
46. الزيادات على كتاب الاستدراك على أبي عُمر بن عبد البَر الحافظ في كتابه الاستيعاب في الصحابة رضي الله عنهم أجمعين لابن الأمين القُرْطُب

## وصلات خارجية
- كتاب الصلة